# Christiane Hutcap
Christiane Hutcap (* in Köln) ist eine deutsche Geigerin und Musikprofessorin.

## Leben
Christiane Hutcap studierte schon als Sechzehnjährige bei Igor Ozim an der Musikhochschule Köln. Sie ergänzte ihre Ausbildung bei Salvatore Accardo und Wolfgang Marschner, intensiven Kammermusikunterricht hatte sie bei Günter Kehr. Ab 1984 unterrichtete sie an einer Musikschule in der Nähe von Köln. Nach langjähriger Assistenz in der Klasse von Igor Ozim an der Musikhochschule Köln wurde sie 1994 als Professorin an die Hochschule für Musik und Theater in Rostock berufen. 1998 gründete sie das Kammerorchester camerata rostochiensis. In den frühen 1990er Jahren beriet sie zeitweise den Barockgeiger Reinhard Goebel bei der Umstellung nach einer fokalen Dystonie im Geigenspiel mit der rechten Hand. Weitere Schüler waren Michael Dartsch (Saarbrücken) und Liv Migdal.

## Tondokumente
- Antonio Vivaldi: Die vier Jahreszeiten – Der Frühling. Solovioline. Mit dem Marburger Kammerorchester. LP, 1986.